# Coquillettomyia truncata
Coquillettomyia truncata är en tvåvingeart som beskrevs av Bu och Zheng 1994. Coquillettomyia truncata ingår i släktet Coquillettomyia och familjen gallmyggor.
Artens utbredningsområde är Sichuan (Kina). Inga underarter finns listade i Catalogue of Life.